# 相野町
相野町（あいのちょう）は、兵庫県有馬郡に存在した町。

## 歴史
- 1889年4月1日 - 町村制施行に伴い有馬郡藍村，本庄村が成立。
- 1956年3月31日 - 藍村・本庄村が合併して相野町となる。
- 1957年7月18日 - 三田町へ編入され消滅。

## 地区
- 上本庄
- 東本庄村
- 大畑
- 長坂
- 溝口
- 洞
- 四ツ辻
- 井草
- 東山